# بونتو ريبيتو
بونتو ريبيتو (ولدت في 12 ديسمبر 1997) هي عداءة مسافات طويلة بحرينية. تنافست في سباق 5000 متر للسيدات في بطولة العالم لألعاب القوى 2017.

## روابط خارجية
- بونتو ريبيتو على موقع الاتحاد الدولي لألعاب القوى (الإنجليزية)